# کنستانتین کوزیف
کنستانتین کوزیف (به انگلیسی: Konstantin Kozeyev) فضانورد اهل کشور روسیه است که در ۱ دسامبر ۱۹۶۷ در کورولیوف زاده شد. وی در مأموریت سایوز تی‌ام-۳۳، تی‌ام-۳۲ حضور داشته است.